# Itabela
Itabela é um município brasileiro do estado da Bahia.

## História
O início da povoação foi por volta de 1962, uns 10 anos após a chegada da família Pereira nesta região. O sertanejo de Inhambupe (BA) João Pereira, a matriarca Jovina e os seis filhos se fixam numa propriedade de 18 alqueires. Plantavam principalmente cacau, café e milho. Outros imigrantes chegariam e se estabeleceriam nas imediações da estrada que ligava Porto Seguro a Guaratinga. A povoação cresceu rapidamente, e João Pereira dividiu suas terras. Em meados da mesma década houve o início da construção da BA 02 (hoje BR-101), e vários imigrantes capixabas vieram. Começou a exploração da madeira da Mata Atlântica, também conhecida como "febre do jacarandá", que logo acabaria. Com incentivo do governo estadual, chegaram a existir na região 157 serrarias - em 2006, eram menos de dez.
Foi distrito de Porto Seguro até 14 de junho de 1989, quando foi publicada a Lei Estadual nº 5.000, de 13 de junho de 1989, sancionada pelo então governador da Bahia, Waldir Pires, que decretou a emancipação e criação do município de Itabela.
A explicação oficial da origem do nome Itabela dá conta de que, no início, havia uma tabela com as distâncias de cidades. Daí, por consequência de várias cidades da região (a exemplo de Itabuna) terem o prefixo Ita no nome (que em tupi quer dizer "pedra"), formando "pedra bela".